# Yougoslavie aux Jeux olympiques d'hiver de 1964
La Yougoslavie participe aux Jeux olympiques d'hiver de 1964, organisés à Innsbruck en Autriche. Ce pays prend part aux Jeux olympiques d'hiver pour la septième fois de son histoire. La délégation yougoslave, formée de 31 athlètes (29 hommes et 2 femmes) participant en hockey sur glace, saut à ski, ski alpin et ski de fond, ne remporte pas de médaille.